# Parlement des battes
Pour les articles homonymes, voir Batte.
Le Parlement des battes (Parliament of Bats) est un Parlement d'Angleterre convoqué en 1426 durant le règne de Henri VI, alors âgé de 5 ans, sous la régence de son oncle Humphrey de Lancastre, duc de Gloucester. Il s'agit du quatrième Parlement tenu sous le règne de Henri VI.
Son nom vient de ce que, le port de l'épée ayant été interdit par le régent, certains parlementaires viennent avec des gourdins ou des battes cachées dans leurs vêtements (mais restées inutilisées durant la session).

## Contexte
Henri VI, né en décembre 1421, devient roi d'Angleterre le 31 août 1422, Henri V étant mort inopinément de la dysenterie (au château de Vincennes, car on est alors dans une phase cruciale de la guerre de Cent Ans, à la suite du traité de Troyes de 1420). La régence est attribuée à Humphrey de Lancastre pour l'Angleterre, tandis que son frère Jean, duc de Bedford, est régent pour le royaume de France.
En 1426, la situation est très tendue en Angleterre en raison d'un conflit entre le régent et le lord chancelier Henri Beaufort, évêque de Winchester.

## Déroulement de la session
Le Parlement est réuni dans le comté de Leicestershire, probablement au château de Leicester (située à environ 150 km au nord-ouest de Londres).
Le président de la Chambre des communes est Richard Vernon, chevalier, député du Derbyshire (en 1422 et 1426), élu (président) en février 1426.
Le roi est adoubé durant cette session parlementaire à l'église St Mary de Castro de Leicester.
Beaufort perd la fonction de lord chancelier dans laquelle il est remplacé par John Kemp, archevêque d'York, qui l'occupe jusqu'en 1432.